# Ayşe Bera Süzer
Ayşe Bera Süzer (1 de enero de 1996) es una deportista turca que compitió en tiro con arco, en la modalidad de arco compuesto.
Ganó seis medallas en el Campeonato Europeo de Tiro con Arco al Aire Libre entre los años 2016 y 2024, y una medalla en el Campeonato Europeo de Tiro con Arco en Sala de 2025.

## Palmarés internacional
| Campeonato Europeo al Aire Libre | Campeonato Europeo al Aire Libre | Campeonato Europeo al Aire Libre | Campeonato Europeo al Aire Libre |
| Año                              | Lugar                            | Medalla                          | Prueba                           |
| -------------------------------- | -------------------------------- | -------------------------------- | -------------------------------- |
| 2016                             | Nottingham (Reino Unido)         | Medalla de oro                   | Equipo                           |
| 2018                             | Legnica (Polonia)                | Medalla de oro                   | Equipo                           |
| 2022                             | Múnich (Alemania)                | Medalla de bronce                | Individual                       |
| 2022                             | Múnich (Alemania)                | Medalla de bronce                | Equipo                           |
| 2024                             | Essen (Alemania)                 | Medalla de oro                   | Equipo                           |
| 2024                             | Essen (Alemania)                 | Medalla de bronce                | Equipo mixto                     |
| Campeonato Europeo en Sala       |                                  |                                  |                                  |
| Año                              | Lugar                            | Medalla                          | Prueba                           |
| 2025                             | Samsun (Turquía)                 | Medalla de plata                 | Equipo                           |